# Bruno de La Salle
Bruno de La Salle est un conteur, chanteur, auteur, collecteur, metteur en scène, organisateur de festivals du conte, pédagogue et producteur de radio français né le 11 octobre 1943 à Toulon, fondateur et directeur artistique du Conservatoire contemporain de littérature orale (CLiO), à Chartres puis Vendôme.

## Biographie
Bruno de La Salle naît le 11 octobre 1943 à Toulon dans une famille lyonnaise. Il passe une grande partie de son enfance à Givors où il commence à écrire des poèmes et du théâtre, encouragé par Luc Estang, Jean Cayrol, Jean Dasté. Il compose aussi une série de rêves parlés qu’il interprète devant de petits groupes d’amis. À vingt ans, il voyage au Moyen-Orient, en Afrique, en Australie et en Inde.
De retour à Paris, il se produit avec ses rêves dans les cabarets de la rive gauche. Il fréquente des musiciens, travaillant autour des frères Baschet, le Groupe des Lettristes. Il rencontre André Voisin et Marie-Louise Tenèze du musée des Arts et Traditions populaires qui l’initient à leurs travaux respectifs sur le conte. Il suit des cours de sociologie à la faculté de Censier.

### Participation au renouvellement de l'art de conter
Mai 1968 et ses bouleversements le conduisent à repenser son action poétique à travers une forme contemporaine qui s’apparenterait à la littérature orale traditionnelle. Il lui reste à la définir, à la mettre en œuvre, à l’expérimenter avec d’autres artistes. Il commence en 1969, avec la narration musicalisée de deux versions transposées du Chaperon Rouge et de la Pêche de Vigne, en s’accompagnant d’un Cristal Baschet, au théâtre de l'Épée de Bois, au Jardin d'acclimatation puis au Festival d'Avignon où il revient presque chaque année. Cette expérience fait l'objet de premiers enregistrements en 1978 et 1979.
Cette première récitation publique suscite chez les responsables culturels un mouvement d’intérêt pour cette forme d’expression que chacun pensait disparue. Il est sollicité pour raconter dans toute la France et à l’étranger. Pendant quatre années, il va faire un premier apprentissage en se produisant dans des écoles, des bibliothèques, des maisons des jeunes et de la culture et des festivals.
Il remarque vite, cependant, que cette idée d’un art disparu le classe au rang des « antiquités », alors qu’il conçoit au contraire le conte comme un art de demain. Tout en continuant à raconter, il s’attache à sensibiliser les gens qu’il rencontre à la modernité de cette expression et les incite à participer à son développement. Dans cette intention il suscite, jusqu'au milieu des années 1980, des rencontres, des stages et des ateliers, et produit des émissions radiophoniques en France et dans les pays francophones,.
En 1972, pour l’ERA de Genève et sur invitation de René Zosso, il organise un premier atelier de contes suivi de plusieurs autres, en particulier à la bibliothèque expérimentale pour la jeunesse de La Joie par les Livres au Petit-Clamart, à l’abbaye de Royaumont avec l’aide de Nacer Khémir, au sein de l’association l’Âge d’Or de France avec Évelyne Cevin, à Grenoble dans les bibliothèques de quartier alors en plein essor. En 1977, il suscite la première rencontre de nouveaux conteurs à Vannes avec une dizaine d’artistes, écrivains, chanteurs, chercheurs, bibliothécaires ; en 1978, une seconde rencontre au Centre national d'art et de culture Georges-Pompidou est relayée en 1979 par France Culture, alors dirigée par Yves Jaigu.
Ces rencontres et ateliers lui donnent l’occasion d’accompagner les débuts des principaux conteurs d'aujourd'hui qui, comme il l’a fait avant eux, commencent, dans cette fin des années 1970, à exercer ce nouveau métier sous des formes et dans des conditions extrêmement variées.

### Création du Conservatoire de Littérature orale
Dix ans après ses débuts, ce que l’on appelle dorénavant « le renouveau du conte » est devenu une réalité qui se révèle, à ses yeux, incertaine et quelquefois discutable. Il craint de voir cette providence artistique que représente la littérature orale, réduite au rang d’un art mineur. Il décide, en 1981, de créer un Centre de Littérature orale, le CLiO, pour y rassembler les moyens de recherche et d’apprentissage de l’art du récit et de l’épopée qui demeure pour lui le modèle d’excellence de toute littérature.
Il y réalise ses premières grandes récitations collectives et musicales avec le compositeur Jean-Paul Auboux et le soutien de France Culture et du Festival d'Avignon : en 1981, L’Odyssée d’Homère,,, qu’il reprendra en solitaire en 1991 ; en 1982 et 1983, Le Récit de Shéhérazade (co-écrit avec Pascal Fauliot et Abbi Patrix) ; en 1984 et 1985, Le Cycle du Roi Arthur et Perceval (co-écrits avec Pascal Fauliot).
Au cours de ces créations, il fait connaître une seconde génération de conteurs tels que Abbi Patrix, Yannick Jaulin, Michel Hindenoch, Pascal Fauliot, Jean-Loup Baly.
Il réalise en même temps des émissions sur France Culture, soit de création, soit d’information sur la littérature orale universelle ou sur le conte contemporain.
Il organise ou participe à la mise en place de festivals de conteurs, comme ceux de Chevilly-Larue, des Oralies de Provence, du Festival des Arts du récit en Isère et de Radio France. La fréquentation des grands textes qu’il présente presque chaque année lui montre la nécessité de développer un style oral spécifique à la narration, au sein de laquelle la métrique, le rythme et le chant sont prépondérants. L’étude, l’adaptation, la réécriture ou la traduction de ces textes grecs, moyen-orientaux, celtes, médiévaux et plus récemment celle du Récit ancien du Déluge, genèse mésopotamienne, sont pour lui des occasions d’apprentissage sans cesse renouvelées.
Il publie, de 1985 à 1990, une série d’albums, « Les Contes de toujours », pour laquelle il réécrit à partir de versions orales collectées, les contes traditionnels français les plus célèbres. Puis, en 1996, une autobiographie contée : Le Conteur amoureux qui rassemble une partie de ces contes, accompagnés de réflexions et d’apologues sur son métier. Durant les années 1980, le Centre de Littérature orale demeure principalement un lieu de préparation et de production de grandes narrations collectives que Bruno de La Salle conçoit pour qu’elles demeurent pérennes. Cependant le nombre d’aspirants-conteurs s’accroît régulièrement et avec lui, la nécessité de les accueillir et de les aider. Il devient nécessaire de mettre en place un programme régulier de formations et de manifestations, de créer un centre de documentation.
Ces réalisations sont rendues possibles grâce à la reconnaissance du CLiO comme structure d’intérêt national, accordée en 1987 par Robert Abirached, alors à la tête de la direction du Théâtre et des Spectacles au Ministère de la Culture, ainsi que par l’aide des collectivités locales de la Région Centre, puis en 1995, par l’implantation du CLiO en Loir-et-Cher, à Vendôme.
Bruno de La Salle crée, en 1991, l’Atelier Fahrenheit 451, dans le but d’offrir aux nouveaux conteurs la possibilité d’acquérir des capacités comparables à celles dont disposaient leurs ancêtres conteurs, griots, aèdes, troubadours ou poètes.
Il y reçoit, entre autres, Jean-Claude Bray, Jeanne Ferron, Fiona Mac Léod, Philippe Campiche, Isabelle Jacquemain, Olivier Noack, Bruno Walerski, Vincent Pensuet, Guylaine Kasza, Marie-Claire Sauvée et y accueille actuellement de jeunes conteurs, entourés d’anciens, plus chevronnés.
En 1996, il crée un site Internet à travers lequel il cherche à promouvoir la pratique de l’oralité contemporaine par l’accès à une base bibliographique et documentaire, ainsi que par la production d’œuvres orales. En 1997, il organise à Vendôme la Trace des Paroles, premier Salon du Livre de Conte et des Conteurs devenu le rendez-vous attendu des différents acteurs du domaine. Il est également l’un des membres fondateurs du projet MONDORAL, qui, depuis 2000, travaille au développement des arts de la parole, avec le soutien du ministère de la Culture. En 2004, il crée La Chanson des pierres, qui s’apparente à une épopée contemporaine. Ses Rencontres d'Été et d'Hiver deviennent, en 2006, EPOS, le festival des histoires organisé à Vendôme. Il reçoit de 5 à 6000 spectateurs chaque année, au tout début de l'été, lors d'une semaine mêlant une quarantaine de spectacles, un Salon du Livre de Conte, une nuit où Tout le monde raconte ! célèbre pour son fil de près de 15 heures d'histoires racontées par chacun.

### Distinction
- Officier de l'ordre des Arts et des Lettres : Bruno de La Salle est promu au grade d’officier de l'ordre des Arts et des Lettres le 17 janvier 2013[19].

### Récompenses
- 1986 : Grand prix du livre de jeunesse de la Société des gens de Lettres pour les « Contes de toujours »[20]
- 1987 : Prix Bernard Versele 8-10 ans (Belgique) pour L'Oiseau de vérité
- 1996 : Prix Charles Perrault du Meilleur livre critique pour Le Conteur amoureux[21]

## Œuvre

### Spectacles
- 1972 : Mix Max Mux[22]
- 1980 : Histoires de revenants, théâtre de la Vieille-Grille, Paris, 16 avril 1980[23]
- 1981 : L'Odyssée d'Homère, spectacle du Centre de littérature orale ; texte d'Homère, traduction de Victor Bérard, adaptation de Bruno de La Salle ; musique de Jean-Paul Auboux, René Zosso, Bruno de La Salle, Françoise Barrière ; régie générale de Sophie Arthuis ; son de Patrice Laurent ; interprété par Phyllis Roome (récit, chant), René Zosso (récit, chant), Bruno de La Salle (récit, chant), Albert Patrix (récit, chant), Jean-Paul Auboux (flûte), Valery Arzoumanof (guitare), Anne Osnovitch (chant, épinette, cristal baschet), Bernard Chèze (tambours, gongs, cymbales, cloches), Françoise Barrière (continuum, intermèdes électro-acoustiques) ; collaboration technique et artistique : Bruno de La Salle, Édouard Prigent ; assistant réalisateur : Albert Patrix ; assistant réalisateur : Bernard Chèze ; direction musicale : Jean-Paul Auboux ; collaboration technique : Bruno Rastouin ; régie vidéo : Locatel ; représentation : 35e Festival d'Avignon (7 juillet-2 août 1981, direction Bernard Faivre d'Arcier) : « Le Retour », « Les Récits d'Ulysse », « Suites des voyages d'Ulysse », « Ithaque », « La Vengeance » ;  six représentations : chaque partie du spectacle est représentée séparément du 24 au 28 juillet 1981 à la chapelle des Pénitents blancs et l'intégrale du spectacle le 22 juillet de 22 heures à 6 heures du matin au Verger Urbain V ; enregistré en direct et diffusé ultérieurement sur France Culture ; production France Culture, Festival d'Avignon, Centre de littérature orale[24],[15].
- 1983 : Le Récit de Shéhérazade, spectacle du Centre de littérature orale ; texte de Bruno de La Salle, Pascal Fauliot et Abbi Patrix ; mise en scène de Bruno de La Salle et Abbi Patrix ; musique de Jean-Paul Auboux ; décor de Janos Ber ; lumières de Gérard Betant ; interprété par Agnès Chavanon (conteuse), Solange Boulanger (conteuse), Bruno de La Salle (conteur), Pascal Fauliot (conteur), Abbi Patrix (conteur), Phyllis Roome (conteuse), Jean-Paul Auboux (musicien), Bernard Cheze (musicien), Michel Cordier (musicien), Michel Hindenoch (musicien), Patrice Laurent (musicien), Jean-Claude Nashon (musicien), Angélique Nashon (musicienne) ; collaboration technique et artistique de Nicolas Cayla, Nathael Moreau et Annie Moriceau ; représentation : 37e Festival d'Avignon (9 juillet-7 août 1983, direction Bernard Faivre d'Arcier), Verger Urbain V, 20 juillet 1983 (2 représentations) ; production : Centre de littérature orale et France Culture[25].
- 1984 : Le Cycle du Roi Arthur, spectacle du Centre de littérature orale ; première partie récit chanté ; texte de Bruno de La Salle et Pascal Fauliot ; d'après Chrétien de Troyes ; musique de Jean-Paul Auboux ; costumes de Claire Sant ; lumières de Roger Goffinet ; interprété par Solange Boulanger (comédienne), Michel Hindenoch (comédien), Erik Marchand (comédien), Paula Mesuret (comédienne), Abbi Patrix (comédien), Alix Quoniam (comédienne), Florence Baschet (musicienne), Bernard Cheze (musicien), Michel Cordier (musicien), Jean-Paul Auboux (musicien) ; collaboration technique et artistique de Bruno de La Salle ; collaboration artistique de Pascal Fauliot et Abbi Patrix ; représentation : 38e Festival d'Avignon (7 juillet-4 août 1984 direction Bernard Faivre d'Arcier), Verger Urbain V, 16 juillet 1984 (spectacle de 6 heures, 3 représentations) ; diffusion en direct sur France Culture ; production : Centre de littérature orale, France Culture, ministère de la Culture, Établissement public régional du Centre, ville de Chartres, Festival d'Avignon[26].
- 1985 : Perceval, récit musical ; texte de Bruno de La Salle et Pascal Fauliot, mise en scène de Bruno de La Salle ; musique de Jean-Paul Auboux ; régie générale de Bernard Chambault ; son de Patrice Laurent ; interprété par Solange Boulanger, Michel Hindenoch, Abbi Patrix, Jean-Paul Auboux (synthétiseur, flûte), Florence Baschet (synthétiseur), Bernard Cheze (percussions) ; collaboration artistique de Bernard Cheze et Agnès Hollard ; prise de vue de Martial Thomas ; représentation : 39e Festival d'Avignon (6 juillet-31 juillet 1985, direction Alain Crombecque), 12e rencontres de la Chartreuse de Villeneuve-lès-Avignon, Fort Saint-André, Villeneuve-lès-Avignon, 22 juillet 1985 (6 représentations) ; production : Centre de littérature orale[27].
- 1986 : L'Histoire du soldat[28]
- 1987 : Gargantua ou le bon Pays[28]
- 1988 : La Geste des Fées[28]
- 1989 : La Généalogie des Murmures[28]
- 1990 : La Mare au diable[28]
- 1991 : Le Chant de l'Odyssée, spectacle du Centre de littérature orale ; texte d'Homère ; adaptation de Bruno de La Salle ; traduction de Victor Berard ; musique de Jean-Paul Auboux ; costumes de Danièle Rozier ; costumes de Raymond Bleger ; lumières de François Austerlitz ; assistant mise en scène Franck Jublot ; interprété par Bruno de La Salle (récitant), Jean-Paul Auboux (flûte), John Boswell (percussions), Alain Kremski (gongs, cloches, bols thibétains) ; représentation : 45e Festival d'Avignon (direction Alain Crombecque, 9 juillet-2 août 1991), chapelle Sainte-Claire, 3 représentations les 16, 18 et 20 juillet 1991 de 23h45 à l'aube ; production : Centre de littérature orale, France Culture, Arts du récit en Isère, ministère de la culture[29].
- 1993 : La Chanson de Roland[28]
- 1994 : La Fontaine des Fables : le Lion et le Bœuf[28]
- 1994 : Que grand tu as[22]
- 1995 : Petit, Petite[22]
- 1997 : Le Récit ancien du Déluge[22]
- 1998 : Grand-Mère Mensonge[28]
- 2000 : L'Amour Interdit[28]
- 2002 : Le Dit du Devin[28]
- 2004 : La Chanson des Pierres, conte écrit et interprété par Bruno de La Salle, musique de et par Leonid Karev, Festival d'Avignon[30],[31].
- 2005 : La Barbe bleue, pièce de Bruno de la Salle ; mise en scène de Christine Roillet ; musique de Gabriel Levasseur ; lumières de Marie Vincent ; décor et costumes d'Anne Versel ; interprété par Corinne Frimas ; représentation le 23 octobre 2005 à l'Espace Loisirs de Sèvres[32].
- 2009 : Méga Nada, conte écrit et interprété par Bruno de La Salle, musique de Jean-Luc Bernard, chant d'Aimée de La Salle, danse de Nathalie Le Boucher[33].
- 2013 : Miroirs du Merveilleux[34].

### Émissions radiophoniques
France Culture diffuse les émissions radiophoniques consacrées à l'art du conte produites par Bruno de La Salle et retransmet sur ses ondes l'enregistrement des spectacles donnés par le conteur au Festival d'Avignon :
- 1979 : Les conteurs d'aujourd'hui (12 émissions)
- 1982 : La Criée aux contes (35 émissions)
- 1983 : La Criée aux contes autour du monde (21 émissions)
- 1985-1987 : Les Arts du Récit (36 émissions)
- 1981 : L'Odyssée d'Homère (8 heures)[24],[15]
- 1983 : Le Récit de Shéhérazade (8 heures)
- 1984-1985 : Le Cycle du Roi Arthur (6 heures)
- 1987 : Gargantua ou le bon pays (6 heures)
- 1988 : La Geste des Fées 1 heure 30)
- 1990 : La Mare au Diable (1 heure 30)
- 1991 : Le Chant de l'Odyssée (4 heures 30)
- 1998 : Le Récit ancien du Déluge (1 heure 30)

### Enregistrements
- 1978 : Le Trésor du rêve (label : Expression Spontanée ; format : vinyle), 1978 (présentation en ligne, écouter en ligne)A1 : On a rempli mon verre ; A2 : Le Trésor ; A3 : Alouette ; A4 : Le Rêve ; B1 : Le Mendiant ; B2 : Mélodie Orientale / Le Voyage ; B3 : La Ville; B4 : Le Rêve du policier / Conclusion ; interprètes : Henri Wojtkowiak, Raymond Fournier (contrebasse) ; Bernard Chèze (percussions) ; Bruno de La Salle (voix, cristal baschet)
- 1979 : Féerie-Soir (Label : Gérard Tournier – GT 36 504), 1979 (présentation en ligne)A : Chaperon rouge 18:44 ; B : Les Pêches de vigne 19:24 ; Bruno de La Salle (voix, cristal baschet)
- 1987 : collection « Contes de toujours »
  - Blanche-Neige (Bruno de La Salle, direction artistique ; Laurence Batigue, illustration ; Jean-Paul Auboux, composition ; Bruno de La Salle, voix), Paris ; Antony, Casterman ; Auvidis ; Radio-télévision belge de la Communauté française, coll. « Contes de toujours », 1987, 1 livre (27 p.) ; 1 cassette audio (ISBN 2-203-12601-9, BNF 38164485)
  - Cendrillon (Bruno de La Salle, direction artistique ; Sylvie Chrétien, illustration ; Jean-Paul Auboux, composition ; Bruno de La Salle, voix), Paris ; Antony, Casterman ; Auvidis ; Radio-télévision belge de la Communauté française, coll. « Contes de toujours », 1987, 1 livre (27 p.) ; 1 cassette audio (ISBN 2-203-12603-5, BNF 38164487)
  - Le Chat botté (Bruno de La Salle, directeur de publication ; Laurence Batigue, illustration ; Jean-Paul Auboux, composition ; Bruno de La Salle, voix), Paris ; Antony, Casterman ; Auvidis ; Radio-télévision belge de la Communauté française, coll. « Contes de toujours », 1987, 1 livre (27 p.) ; 1 cassette audio (ISBN 2-203-12605-1, BNF 38164482)
  - Le cœur du monstre (Bruno de La Salle, direction artistique ; Francine de Boeck, illustration ; Jean-Paul Auboux, composition ; Bruno de La Salle, voix), Paris ; Antony, Casterman ; Auvidis ; Radio-télévision belge de la Communauté française, coll. « Contes de toujours », 1987, 1 livre (27 p.) ; 1 cassette audio (ISBN 2-203-12607-8, BNF 38164486)
  - Jean de l'Ours (Bruno de La Salle, direction artistique ; Dominique Maes, illustration ; Jean-Paul Auboux, composition ; Bruno de La Salle, voix), Paris ; Antony, Casterman ; Auvidis ; Radio-télévision belge de la Communauté française, coll. « Contes de toujours », 1987, 1 livre (27 p.) ; 1 cassette audio (ISBN 2-203-12606-X, BNF 38164484)
  - L'Oiseau de vérité (Bruno de La Salle, direction artistique ; Nathalie Louis-Lucas, illustration ; Jean-Paul Auboux, composition ; Bruno de La Salle, voix), Paris ; Antony, Casterman ; Auvidis ; Radio-télévision belge de la Communauté française, coll. « Contes de toujours », 1987, 1 livre (27 p.) ; 1 cassette audio (ISBN 2-203-12602-7, BNF 38164483)
- 1988-1989 : collection « Mille et une histoires au creux de l'oreille »
  - Mille et une histoires au creux de l'oreille (« La lune » : Michèle Kahn (auteur), Sophie Koechlin (illustrations), Bruno de la salle (voix) ; « Les promeneurs de la nuit » : Michèle Kahn (auteur), Sophie Mondésir (illustrations), Bruno de La Salle (voix)), Paris, Éditions Martinsart ; Vif Argent, coll. « Mille et une histoires au creux de l'oreille », 1988, 92 p., 1 livre (92 p.), 2 brochures (46 p., 45 p.), 3 cassettes audio (ISBN 2-86345-254-1, BNF 38295323)
  - Mille et une histoires au creux de l'oreille (« Sous le toit de la maison que Pierre a bâtie » : Bruno de La Salle (adaptation), Peter Alfaenger (illustrations), Bruno de la Salle (voix) ; « Le tigre, le chacal et le petit homme » : conte traditionnel indien ; Bruno de La Salle (adaptation), Sophie Mondésir (illustrations), Bruno de La Salle (voix)), Paris, Éditions Martinsart, coll. « Mille et une histoires au creux de l'oreille », 1989, 86 p., 1 livre (86 p.), 2 brochures (43 p.), 3 cassettes audio (ISBN 2-86345-256-8, BNF 38295286)
  - Mille et une histoires au creux de l'oreille (« L'eau et les grains de sables » : Michèle Kahn (auteur), Sophie Koechlin (illustrations), Bruno de La Salle (voix)), Paris, Éditions Martinsart, coll. « Mille et une histoires au creux de l'oreille », 1989, 89 p., 1 livre (89 p.), 2 brochures (43 p.), 3 cassettes audio (ISBN 2-86345-257-6, BNF 38295202)
  - Mille et une histoires au creux de l'oreille (« Le Petit Chaperon rouge » : conte traditionnel, Bruno de La Salle (adaptation), Claudine Suret-Canale (illustrations), Bruno de La Salle (voix) ; « La moufle » : Bruno de La Salle (auteur), Claudine Suret-Canale (illustrations), Bruno de La Salle (voix) ; « Le chasseur » : Bruno de La Salle (adaptation), Marine Barjot (illustration), Bruno de La Salle (voix) ; « Le chasseur » : Bruno de La Salle (adaptation), Marine Barjot (illustration), Bruno de La Salle (voix)), Paris, Éditions Martinsart, coll. « Mille et une histoires au creux de l'oreille », 1989, 89 p., 1 livre (89 p.), 2 brochures (41 p., 43 p.), 3 cassettes audio (ISBN 2-86345-258-4, BNF 38294762)
- 1990 : Chansons de France (illustrées par Sophie Koechlin ; commentées par Geneviève Bugnod ; racontées et chantées par Bruno de La Salle), Vif Argent, coll. « Cassetine », 1990, 1 Livre et 1 cassette (BNF 43390170)
- 1991 : Roman de Fauvel (Joëlle de La Casinière, réalisation, conception ; Gervais du Bus, auteur du texte ; Boston Camerata, Project Ars Nova, Joel Cohen, direction ; Bruno de La Salle, lecteur), Paris, La Sept (production) ; Erato (production, distribution), 1991, vidéo-livre musical (1 h 09 min 56 s (BNF 38489852)
- 1991 : Le chant de l'Odyssée (adaptation par Bruno de La Salle de l'Odyssée d'Homère d'après la traduction de Victor Bérard ; Michel Gayraud, réalisation ; Bruno de La Salle, adaptation, mise en scène et interprétation ; Jean-Paul Auboux, musique), Montpellier ; Paris, Clio (production) ; Idéale audience (distribution), 1991 ; 1993, film documentaire 255' ; 4 cassettes vidéo (VHS) (4 h 20 min) ; tournage le 20 juillet 1991 du spectacle donné à Avignon, chapelle Sainte-Claire (présentation en ligne)1. - Le départ. Invocation (L'assemblée des dieux, La tempête, Nausicaa, Les Phéaciens). 2. - Le Cyclope. Récits d'Ulysse. (Retour de Troie, Le Cyclope, L'évasion, Éole et les Lestrigons). 3. - Circé. Récits d'Ulysse (Circé, Hadès, Les Sirènes, Charybde et Scylla, L'île du Soleil). 4. - La vengeance (Départ vers Ithaque, Réveil à Ithaque, Au Palais, Le jeu de l'arc, Le massacre, Mari et femme).
- 1992 : Bahira : légende indienne du Brésil (recueillie et écrite par Nunes Pereira ; adaptée et illustrée par Béatrice Tanaka ; racontée par Bruno de La Salle), Paris, Vif argent, coll. « Cassettine », 1992, 37 p., 1 brochure (37 p) et 1 cassette audio (ISBN 2-86662-140-9, BNF 38230713)
- 1993 : Le chant de l'Odyssée d'Homère (adaptation par Bruno de La Salle de l'Odyssée d'Homère d'après la traduction de Victor Bérard ; Jean-Paul Auboux, compositeur ; Bruno de la Salle, voix ; Jean-Paul Auboux, flûtes, santur, dijiridoo, guimbarde, bourdon, glockenspiel ; John Boswell, percussions, nagara, pakhawaj, ghatam, tabla, angklung, arc musical ; Alain Kremski, gong, cloches, bols chantants), Paris, Vif argent, 1993, 4 cassettes audio Dolby et 1 brochure (177 p.) ; spectacle enregistré les 16, 18 et 20 juillet 1991 au Festival d'Avignon, jardin de la Chapelle Sainte-Claire (BNF 38248246, présentation en ligne)1. - Le départ (Invocation ; Les adieux à Calypso ; Le dernier naufrage ; La fête phéacienne). 2. - Le cyclope (Retour de Troie ; Le cyclope : L'évasion ; Éole, les Lestrygons ; Arrivée chez Circé). 3. - Circé (Chez Circé, départ pour Hadès ; Avec les ombres ; Les sirènes, Charybde et Skylla ; L'île du soleil ; Départ pour Ithaque). 4. - La vengeance (Ithaque ; Eumée ; Père et fils ; À la ville ; Le bain de pied ; Le jeu de l'arc ; La fin du jeu ; Le massacre ; Fin du combat ; Mari et femme.
- 1993 : Ici 1, ici 2 (Festival de conteurs : 10 ans : Chevilly-Larue ; Bruno de la Salle, Henri Gougaud, Yannick Jaulin, Patrik Ewen, Lucien Gourong (auteurs, interprètes), Alain Gilbert (compositeur, trombone, instruments à anches libres), Jean-Paul Autin (clarinette, saxophone), Christian Ville (batterie, xylophones, idiophones, gimbarde)), Chevilly-Larue, Festival des conteurs de Chevilly-Larue, 1993, 2 cassettes audio Dolby (BNF 38226489)
- 2009 : Le chant de l'Odyssée (adaptation par Bruno de La Salle de l'Odyssée d'Homère d'après la traduction de Victor Bérard ; Jean-Paul Auboux, composition ; Bruno de la Salle, voix ; Jean-Paul Auboux, flûtes, santur, dijiridoo, guimbarde, bourdon, glockenspiel ; John Boswell, percussions, nagara, pakhawaj, ghatam, tabla, angklung, arc musical ; et al.), Paris, Kanjil, 2009, 4 disques compacts (1 h 03 min 46 s, 1 h 09 min 50 s, 57 min 10 s, 1 h 11 min 18 s) et 1 brochure ; archives INA, enregistré les 16 et 20 juillet 1991 par France Culture, à Avignon, jardin de la Chapelle Sainte-Claire (BNF 42124370, présentation en ligne)
- 2014 : Dis-moi des chansons... : chansons de France (ill. Sophie Koechlin avec l'aide des lutins), Paris, Kanjil, 2014 (1re éd. 1987), 1 disque compact et 1 volume de 56 p. (ISBN 978-2-916046-23-5, BNF 44282952, présentation en ligne).

### Publications
Ouvrages
- 1985-1991 : collection « Contes de toujours » :
  - Blanche-Neige (raconté par Bruno de La Salle d'après les frères Grimm ; illustrateur : Laurence Batigne), Paris, Casterman, coll. « Contes de toujours », 1985, 27 p. (ISBN 2-203-12601-9, BNF 3491288)
  - Cendrillon (raconté par Bruno de La Salle d'après Charles Perrault ; illustrations : Sylvie Chrétien), Paris, Casterman, coll. « Contes de toujours », 1985, 27 p. (ISBN 2-203-12603-5, BNF 34912886)
  - Le Chat botté (raconté par Bruno de La Salle ; illustrations : Laurence Batigne), Paris, Casterman, coll. « Contes de toujours », 1985, 27 p. (ISBN 2-203-12605-1, BNF 34915384)
  - Le Cœur du monstre (raconté par Bruno de La Salle ; illustrations : Francine De Boeck), Paris, Casterman, coll. « Contes de toujours », 1985, 27 p. (ISBN 2-203-12607-8, BNF 34877579)
  - Jean de l'Ours (raconté par Bruno de La Salle ; illustrations : Dominique Maes), Paris, Casterman, coll. « Contes de toujours », 1985, 27 p. (ISBN 2-203-12606-X, BNF 34915438)
  - L'Oiseau de vérité (raconté par Bruno de La Salle ; illustrations : Natalie Louis-Lucas), Paris, Casterman, coll. « Contes de toujours », 1985, 27 p. (ISBN 2-203-12602-7, BNF 34874488)
  - La Pêche de vigne (raconté par Bruno de La Salle ; illustrations : Natalie Louis-Lucas), Paris, Casterman, coll. « Contes de toujours », 1986, 27 p. (ISBN 2-203-12609-4, BNF 34874489)
  - Le Petit Chaperon rouge (raconté par Bruno de La Salle ; illustrations : Laurence Batigne), Paris, Casterman, coll. « Contes de toujours », 1986, 27 p. (ISBN 2-203-12610-8, BNF 34874490)
  - La Pomme rouge (raconté par Bruno de La Salle ; illustrations : Sylvie Chrétien), Paris, Casterman, coll. « Contes de toujours », 1986, 27 p. (ISBN 2-203-12604-3, BNF 34874491)
  - Les Petits Poucets (raconté par Bruno de La Salle ; illustrations : Laurence Batigne), Paris, Casterman, coll. « Contes de toujours », 1987, 27 p. (ISBN 2-203-12611-6, BNF 34971968)
  - Le Soleil rouge (raconté par Bruno de La Salle ; illustrations : Gaëtan Évrard et Nicole Thenen), Paris, Casterman, coll. « Contes de toujours », 1987, 27 p. (ISBN 2-203-12612-4, BNF 34971969)
  - L'Épine (raconté par Bruno de La Salle ; illustrations : Laurence Batigne), Paris, Casterman, coll. « Contes de toujours », 1987, 27 p. (ISBN 2-203-12614-0, BNF 34961997)
  - Le Renard transparent (raconté par Bruno de La Salle ; illustrations : Natalie Louis-Lucas), Paris, Casterman, coll. « Contes de toujours », 1987, 27 p. (ISBN 2-203-12615-9, BNF 35051055)
  - La Demoiselle aux énigmes (raconté par Bruno de La Salle ; illustrations : Gaëtan Evrard), Paris, Casterman, coll. « Contes de toujours », 1990, 27 p. (ISBN 2-203-12616-7)
  - La Barbe bleue (raconté par Bruno de La Salle ; illustrations : Natalie Louis-Lucas), Paris, Casterman, coll. « Contes de toujours », 1991, 27 p. (ISBN 2-203-12617-5, BNF 35478146)
- 1991 : Bahira : légende indienne du Brésil (recueillie et écrite par Nunes Pereira ; adaptée et illustrée par Béatrice Tanaka ; racontée par Bruno de La Salle), Paris, Vif argent, 1991, 36 p. (ISBN 2-86662-140-9, BNF 35514552)
- 1992 : Des chats par millions (trad. de l'anglais, Wanda Gág ; adaptation et préface par Bruno de La Salle ; traduction de Millions of cats), Paris, Circonflexe, coll. « Aux couleurs du temps », 1992, 33 p. (ISBN 2-87833-071-4, BNF 35596494)Notice critique : Un très très vieil homme et une très très vieille femme souffraient tous deux de solitude. « Nous nous contenterions d'un chat » songeait la très très vieille femme. Et le vieil homme de partir à la recherche de ce petit compagnon, mais comment choisir parmi, les centaines, les millions, les billions de chats qu'il rencontrera ? Un récit énumératif au texte musical rythmé par le contraste d'une illustration en noir et blanc. — Brigitte Andrieux, Escales en littérature de jeunesse, 20 juillet 2006
- 1995 : Le conteur amoureux (ill. Pierre-Olivier Leclercq), Tournai, Casterman, 1995, 319 p. (ISBN 2-203-14243-X, BNF 35812256, présentation en ligne, lire en ligne)Prix du meilleur livre critique de l'Institut international Charles Perrault
- 1996 : La pêche de vigne : et autres contes (ill. Catherine Rebeyrol), Paris, l'Ecole des loisirs, coll. « Mouche », 1996, 118 p. (ISBN 2-211-03981-2, BNF 35845718)
- 1998 : Petit, petite : conte à jouer (ill. Rémi Saillard), Paris, Syros jeunesse, coll. « Paroles de conteurs », 1998, 118 p. (ISBN 2-84146-582-9, BNF 36986857)
- 2002 : Henri Gougaud et Bruno de La Salle (propos recueillis et présentés par Isabelle Sauvage ; musique de Jean-Paul Auboux), Le murmure des contes, Paris, Desclée de Brouwer, 2002, 319 p., 1 volume de 319 p. et 1 disque compact (ISBN 2-220-05221-4, BNF 42135525)Sous forme de dialogues, les deux grands réinventeurs du conte en France évoquent leur itinéraire et leur lutte pour redonner à cet art toute sa valeur. Avec des contes inédits de H. Gougaud et un lexique des différentes formes prises par le contes : devinettes, proverbes, etc. (source Electre). Réunit : Le trésor du baobab (9 min 56 s) / Henri Gougaud, voix ; L'amant véritable (2 min 21 s) / Henri Gougaud, voix ; L'enclume (3 min 29 s) / Bruno de La Salle, voix ; Le barde aveugle (2 min 52 s) / Bruno de La Salle, voix ; En partant de Troade... (4 min 46 s) / Bruno de La Salle, voix
- 2004 : (en) Plaidoyer pour les Arts de la parole, Clio, 2004, 90 p. (ISBN 978-2-9522805-0-1, BNF 43492374)
- 2006 : Bruno de La Salle, Michel Jolivet, Henri Touati et Francis Cransac, Pourquoi faut-il raconter des histoires ? Paroles de conteurs, Paris, Autrement, 2006, 253 p. (ISBN 2-7467-0885-X, BNF 43392741)
- 2007 : Le conteur amoureux, Paris, éditions du Rocher, 2007, 367 p. (ISBN 978-2-268-06262-4, BNF 41060511, présentation en ligne)
- 2009 : Méga Nada, Vendôme, Clio, 2009, 30 p. (BNF 42157092)
- 2016 : Lettres à un jeune conteur ou Le jeu de la narration tranquille, Saint-Claude-de-Diray, Éditions Hesse, 2016, 157 p. (ISBN 978-2-35706-034-0, BNF 45000525, présentation en ligne)Notice critique : « Au terme de son épopée au Clio (Conservatoire de Littérature orale), Bruno de La Salle, qu'on ne présente plus, livre son « héritage ». Reprenant la forme épistolaire du poète Maria Rilke pour s'adresser directement aux conteurs et à tous ceux qui aiment les histoires, il transmet sa longue expérience et partage ses réflexions sur l'art du conte. Le livre est construit autour de cinq thèmes qui par touches progressives et histoires choisies à propos, abordent toutes les facettes des compétences du conteur : disposition mentale, choix des histoires, oralité et étapes du façonnage d'une histoire, règles du jeu de la narration ou comment être un bon « facteur » d'histoires, etc. Au fil des conseils, le ton intimiste, sensible, chaleureux, invite à s'approcher, en toute simplicité. Un livre témoignage à déguster tranquillement. Ghislaine Chagrot, La Revue des livres pour enfants, 1er juin 2016 »
- 2019 : Michel Bournaud avec la contribution de Bruno de La Salle (préf. Jean-Philippe Alessandra, ill. Philippe Legendre-Kvater), Contes et légendes du renard, Saint-Claude-de-Diray, Hesse, 2019, 2e éd. (1re éd. 1997), 139 p. (ISBN 978-2-35706-052-4, BNF 45787791)

Articles
- 1990 : « Les vire-oreilles et les virelangues », Dire, no 12,‎ automne 1990 (ISSN 0981-1893, BNF 43923165)
- 2006 « Père de soi-même. Ou comment retrouver son enfance pour mieux retrouver son père », La grande oreille, no 27,‎ avril 2006 (ISSN 1296-0144, BNF 43924087)
- 2012 : « La Littérature orale », Lecture jeune, no 141,‎ mars 2012, p. 8-12 (ISSN 1163-4987, BNF 43925836)

### Revue de presse
Le Monde
- Colette Godard, « Un carré pour les auteurs et le public », Le Monde,‎ 21 septembre 1972 (lire en ligne)
- Michaela Bobasch, « Le théâtre côté jardin », Le Monde,‎ 5 avril 1975 (lire en ligne)
- Yves Cornu, « « Paroles ressurgies » », Le Monde,‎ 14 juillet 1979 (lire en ligne)
- « Conteurs sur France Culture », Le Monde,‎ 13 août 1980 (lire en ligne)
- Maryse Wolinski, « Les rendez-vous des conteurs », Le Monde,‎ 3 août 1981 (lire en ligne)
- Brigitte Andersen, « L'Odyssée, ou huit heures de récit », Le Monde,‎ 25 décembre 1981 (lire en ligne)
- Catherine Humblot, « La criée aux contes », Le Monde,‎ 7 août 1982 (lire en ligne)
- « Il était une fois... », Le Monde,‎ 8 août 1983 (lire en ligne)
- « Une journée de contes », Le Monde,‎ 19 décembre 1983 (lire en ligne)
- Nadine Avelange, « Contes à la veillée », Le Monde,‎ 14 juillet 1986 (lire en ligne)
- « Au festival de Montpellier Rabelais à boire et à manger », Le Monde,‎ 12 juillet 1987 (lire en ligne)
- « Conteurs en Haute Provence », Le Monde,‎ 10 octobre 1987 (lire en ligne)
- « Livres en voix », Le Monde,‎ 18 décembre 1987 (lire en ligne)
- Philippe-Jean Catinchi, « Bénéfice d'inventaire », Le Monde,‎ 3 mai 1996 (lire en ligne)
- « Comédiens sur les routes du Centre », Le Monde,‎ 27 avril 1997 (lire en ligne)
- Rosita Boisseau, « Le conte, nouvelle parole de la ville », Le Monde,‎ 3 août 2002 (lire en ligne)
- Macha Séry, « Ma mémoire à moi », Le Monde,‎ 30 août 2003 (lire en ligne)
- « Les contes populaires sur un plateau », Le Monde,‎ 4 septembre 2003 (lire en ligne)
- Nathaniel Herzberg, « Un marathon de contes et d'histoires pour « dénouer la pensée » », Le Monde,‎ 19 octobre 2005 (lire en ligne)
- Maud Equios, « Les conteurs partent à la conquête du grand public », Le Monde,‎ 22 novembre 2006 (lire en ligne)

« L'Arbre aux contes », articles et billets de Christina Marino dans Le Monde
- « Le Centre Mandapa à Paris dédie un mois entier au conte », Le Monde,‎ 19 janvier 2014 (lire en ligne)
- « Heureux qui, comme Bruno,… », Le Monde, 30 mars 2014
- « EPOS 2014 : un week-end à Vendôme au cœur de la grande famille du conte », Le Monde,‎ 7 juillet 2014 (lire en ligne)
- « Bruno de La Salle fait chanter les pierres », Le Monde,‎ 10 avril 2015 (lire en ligne)
- « Arts du récit en Isère : tapis rouge pour les conteurs », Le Monde,‎ 9 mai 2015 (lire en ligne)
- « EPOS 2015 : une 10e édition riche en histoires », Le Monde,‎ 6 juillet 2015 (lire en ligne)
- « A Vendôme, le CLiO tourne une page de son histoire », Le Monde,‎ 2 octobre 2015 (lire en ligne)
- « A Chevilly-Larue, une Nuit blanche réussie pour Michel Jolivet et ses conteurs », Le Monde,‎ 4 octobre 2015 (lire en ligne)
- « Au Centre Mandapa, le quotidien se reflète dans le merveilleux », Le Monde,‎ 1er février 2016 (lire en ligne)
- « A l'université Paris Diderot, les nuits de Shéhérazade sont plus belles que nos jours », Le Monde,‎ 18 février 2016 (lire en ligne)
- « FEST Conference 2016 : l'Europe du conte s’était donné rendez-vous à Châtenay-Malabry », Le Monde,‎ 5 juin 2016 (lire en ligne)
- « Bruno de La Salle, le « compagnon de la parole », livre ses secrets », Le Monde,‎ 10 août 2016 (lire en ligne)
- « Voici revenu le temps des contes d’hiver au Centre Mandapa », Le Monde,‎ 3 janvier 2017 (lire en ligne)
- « Une galaxie de contes à explorer chez soi dans son fauteuil », Le Monde,‎ 9 avril 2017 (lire en ligne)
- « EPOS 2017 : le CLiO, les contes et Vendôme, une belle histoire (sans fin ?) », Le Monde,‎ 2 août 2017 (lire en ligne)
- « Kom Panis, une nouvelle venue au pays des formations longues au conte », Le Monde,‎ 19 août 2017 (lire en ligne)
- « Pascal Fauliot, directeur artistique : « Le festival du Légendaire veut redonner toute leur place aux grands récits et mythes » », Le Monde,‎ 17 octobre 2017 (lire en ligne)
- « Le CLiO répond à Pascal Fauliot », Le Monde,‎ 24 octobre 2017 (lire en ligne)
- « Menacé de fermeture, le CLiO veut continuer à conter », Le Monde,‎ 4 septembre 2017 (lire en ligne)
- « Le CLiO ne pourra plus conter à Vendôme », Le Monde,‎ 1er novembre 2017 (lire en ligne)
- « Le Mandapa tourne la page de ses contes d’hiver en beauté, avec une grande veillée pleine d’Elan et un petit chemin version flamenco », Le Monde,‎ 12 février 2018 (lire en ligne)
- « A La Vieille Grille, Isabelle Sauvage navigue au fil de la saga d’Erik le Rouge », Le Monde,‎ 13 avril 2018 (lire en ligne)
- « « Contes d’hiver » au Mandapa : premières escales réussies en Irlande et en Inde avec Guillaume Louis et Nathalie Le Boucher », Le Monde,‎ 11 janvier 2020 (lire en ligne)
- « A Clamart, les marionnettes ouvrent le 20e festival Marto ! et à Paris, le Mandapa referme la page de ses « Contes d'hiver » », Le Monde,‎ 2 mars 2020 (lire en ligne)

Autres périodiques
- « Saint-Juéry. Un conteur d'épopées : Bruno de la Salle », La Dépêche du Midi,‎ 28 septembre 2007 (lire en ligne)

### Webographie
- Notices d'autorité :   - VIAF
  - ISNI
  - IdRef
  - LCCN
  - GND
  - Belgique
  - Pays-Bas
  - WorldCat
- Ressources relatives à la musique :   - Discogs
  - MusicBrainz
- Ressource relative au spectacle :   - Les Archives du spectacle
- « Bruno de La Salle », sur son site personnel
- « Bruno de La Salle », sur mondoral.org
- « Bruno de La Salle », sur le Centre national de la littérature pour la jeunesse
- « Le Clio, conservatoire contemporain de littérature orale », sur clio.org
- « Aimée de La Salle », sa fille, « chanteuse d'histoires », sur aimeedelasalle.wordpress.com
- Christian Tardif, « Conter un art de la relation : Bruno de la Salle à Dieppe. », sur compagniemetalepse.com
- Bruno de la Salle et al., « Pourquoi faut-il raconter des histoires », MONDORAL, Odéon théâtre de l'Europe « Transmettre », Université Paris-Diderot « Les 1 001 vies du conte », sur lechasseurabstrait.com, octobre 2010
- Bruno de la Salle et al., « Pourquoi faut-il raconter des histoires ? », Hors-Serie MONDORAL-Cassandre, sur lamaisonduconte.com, avril 2011
- Morgane Le Bars, « Les enfants et la lecture : mettre en voix pour amener au plaisir de lire », sur dumas.ccsd.cnrs.fr, 2012
- Pénélope Driant, « La littérature orale dans les bibliothèques publiques », sur enssib.fr, janvier 2014
- Cassandre/Horschamp, « Bruno de La Salle. Parler à l'autre » [vidéo], sur youtube.com, avril 2011
- Cassandre/Horschamp, « Bruno de La Salle. Le conteur et le théâtre » [vidéo], sur youtube.com, avril 2011
- Cassandre/Horschamp, « Bruno de La Salle. Le Clio » [vidéo], sur youtube.com, avril 2011
- Cassandre/Horschamp, « Bruno de La Salle. Ulysse un héros ? » [vidéo], sur youtube.com, avril 2011
- Compagnie de la Lune Rousse, « C'est pas pour dire... Une enquête de Charles Cécil au pays des conteurs. Bruno de La Salle. Méga Nada » [émission de radio], sur Jet FM, 12 novembre 2011
- Compagnie de la Lune Rousse, « C'est pas pour dire... Une enquête de Charles Cécil au pays des conteurs. Bruno de La Salle. Du rêve à l'épopée » [émission de radio], sur Jet FM, 4 avril 2015
- Compagnie de la Lune Rousse, « C'est pas pour dire... Une enquête de Charles Cécil au pays des conteurs. Bruno de La Salle. Écrire pour dire » [émission de radio], sur Jet FM, 2 mai 2015
- Compagnie de la Lune Rousse, « C'est pas pour dire... Une enquête de Charles Cécil au pays des conteurs. Bruno de La Salle. Transmettre » [émission de radio], sur Jet FM, 30 mai 2015
- « À l'écoute, Le Chant de l'Odyssée par Bruno de La Salle », Ciclic propose à l'écoute quatre épisodes du Chant de l'Odyssée par Bruno de La Salle, commentés et analysés par Jean-Louis Backès [audio], sur livre.ciclic.fr, 25 juin 2015
- Karine Mazel, « L'épopée du Clio », sur lesmotstisses.org, 29 janvier 2016
- Yvan Amar, « Danse des mots. Bruno de La Salle : « Lettres à un jeune conteur » » [émission de radio], sur rfi.fr, 21 avril 2016
- Yonnel Liégeois, « Bruno de La Salle règle ses contes ! », sur chantiersdeculture.com, 2 août 2016
- « La Chanson des Pierres » [audio], sur youtube.com
- « Le Récit ancien du Déluge » [audio], sur youtube.com
- « Le Dit du Devin » [audio], sur youtube
- « Ulysse chez le cyclope » [audio], sur youtybe
- « L'amour interdit. Aimée de La Salle et Bruno de La Salle » [audio], sur youtube
- « Aller et retour » [vidéo], sur youtube